# Deidra Dionne
Deidra Dionne (North Battleford, 5 febbraio 1982) è un'ex sciatrice freestyle canadese.

## Palmarès
Olimpiadi
- 1 medaglia:
  - 1 bronzo (salti a Salt Lake City 2002)

Mondiali
- 2 medaglie: 
  - 2 bronzi (salti a Whistler 2001 e salti a Deer Valley 2003)